# الخربة (مأرب)
الخربة هي إحدى قرى الجمهورية اليمنية. وهي تتبع جغرافيًا لمحافظة مأرب. وإداريًا لمديرية رغوان. يبلغ تعداد سكانها 1247 نسمة حسب الإحصاء الذي أجري عام 2004.